# 18946 Massar
18946 Massar (2000 QM75) là một tiểu hành tinh vành đai chính được phát hiện ngày 24 tháng 8 năm 2000 bởi nhóm nghiên cứu tiểu hành tinh gần Trái Đất phòng thí nghiệm Lincoln ở Socorro.
18946 Massar được đặt tên theo Sonny Raye Massar của St. Charles, Missouri. 